# Porieckoje (obwód włodzimierski)
Porieckoje (ros. Порецкое) – wieś (sieło) w Rosji, w obwodzie włodzimierskim, w rejonie suzdalskim. W 2010 liczyła 795 mieszkańców.